# Corinne Lagache
Pour les articles homonymes, voir Lagache.
Corinne Lagache est une joueuse de football française née le 9 décembre 1975 à Caen. Elle évolue au poste de gardien de but. Elle joue à La Roche ESOF.

## Carrière
- 1997-2010 : La Roche ESOF

## Palmarès
27 sélection en équipe de France